# 理查德·图西
理查德·图西（英語：Richard Tousey，1908年5月18日—1997年4月15日），美国天文学家。 他是从外太空观测太阳的先驱，拍摄了第一张太阳紫外线光谱的照片。

## 早年生活和教育经历
图西出生于马萨诸塞州萨默维尔，父亲是科尔曼·图西（Coleman Tousey），母亲是阿代拉·希尔·图西（Adella Hill Tousey）。1928年，他在塔夫茨大学获得了学士学位。之后，他于1929年、1933年先后获得哈佛大学物理学硕士和博士学位。他的博士论文是关于在1216Å下测量萤石的光学性质，导师是西奥多·莱曼.

## 学术研究
1933年至1936年，图西在哈佛大学任教并从事研究，之后在塔夫茨大学任教至1941年。应愛德華·奧爾森·赫伯特之邀，图西加入了美国海军研究实验室，他最初的工作专注于夜视。1946年，白沙导弹靶场将V-2火箭发射到数百公里的高空，用来观测来自太阳的紫外线，他测量到了第一张太阳的紫外光谱。

## 个人生活
1932年，他与露丝·洛韦结婚，二人育有一个女儿乔安娜。一家人都对音乐感兴趣并收集了一些乐器。 
1997年4月15日，图西因肺炎死于马里兰州乔治王子医院中心。

## 奖项和荣誉
- 弗雷德里克·艾夫斯奖章 (1960年)[5]
- 塔夫茨大学荣誉科学博士 (1961年)
- 亨利·德雷伯奖章 (1963年)[6]
- 爱丁顿奖章 (1964年)
- 亨利·诺利斯·罗素讲座 (1966年)